# Adolf Schaer
Rudolf Ernst David Adolf Schaer (* 6. Oktober 1853 in Stöcken; † 29. Juni 1927 in Aumühle) war ein preußischer Offizier, zuletzt Generalleutnant.

## Leben
Schaer war der Sohn eines Majors, der während des Deutsch-Französischen Krieges in der Schlacht bei Vionville gefallen war.
Er trat als Fähnrich aus dem Kadettenkorps kommend in das Infanterie-Regiment Nr. 74 der Preußischen Armee ein, wurde 1873 Sekondeleutnant und diente von 1878 bis 1883 als Bataillonsadjutant. 1883 wurde Schaer Premierleutnant, 1889 Hauptmann und als solcher Kompaniechef. 1896 folgte die Beförderung zum Major. Unter dem 22. März 1897 wurde er als aggregierter Major in das 4. Hannoversche Infanterie-Regiment Nr. 164 versetzt, 1898 als Bataillonskommandeur in das 7. Badische Infanterie-Regiment Nr. 142, wo er 1903 zum Oberstleutnant befördert wurde. 1903 wurde Schaer in das Infanterie-Regiment „von Wittich“ (3. Kurhessisches) Nr. 83 versetzt und 1906 unter Beförderung zum Oberst zum Kommandeur des 8. Ostpreußischen Infanterie-Regiments Nr. 45 ernannt. Am 20. April 1910 übernahm er unter Beförderung zum Generalmajor das Kommando der 35. Infanterie-Brigade in Flensburg. Im April 1912 wurde er auf sein Gesuch hin unter Verleihung des Charakters als Generalleutnant zur Disposition gestellt.
Seinen Ruhestand verbrachte er in Hannover.
Während des Ersten Weltkriegs wurde Schaer wiederverwendet und war vom 14. Januar bis 8. Juli 1915 Kommandeur der 41. Ersatz-Brigade an der Westfront.